# GP Denain 1969
De 11e editie van de wielerwedstrijd GP Denain werd gehouden op 8 april 1969. De start en finish vonden plaats in Denain in het Franse Noorderdepartement. Op het podium stonden drie Belgen Daniel Van Ryckeghem, Fernand Hermie en Joseph Mathy, waarvan de laatste won.

## Uitslag
| GP Denain 1969 |                      |                                  |      |
| Plaats         | Naam                 | Ploeg                            | tijd |
| Winnaar        | Joseph Mathy         | Frimatic-Viva-De Gribaldy        |      |
| 2              | Daniel Van Ryckeghem | Dr Mann-Grundig                  |      |
| 3              | Fernand Hermie       | Pull Over Centrale-Tasmanie-Novy |      |
| 4              | Jan Boonen           | Dr Mann-Grundig                  |      |
| 5              | Wim Dubois           | Etalo-Siriki-Ventura             |      |

1959 · 1960 · 1961 · 1962 · 1963 · 1964 · 1965 · 1966 · 1967 · 1968 · 1969 · 1970 · 1971 · 1972 · 1973 · 1974 · 1975 · 1976 · 1977 · 1978 · 1979 · 1980 · 1981 · 1982 · 1983 · 1984 · 1985 · 1986 · 1987 · 1988 · 1989 · 1990 · 1991 · 1992 · 1993 · 1994 · 1995 · 1996 · 1997 · 1998 · 1999 · 2000 · 2001 · 2002 · 2003 · 2004 · 2005 · 2006 · 2007 · 2008 · 2009 · 2010 · 2011 · 2012 · 2013 · 2014 · 2015 · 2016 · 2017 · 2018 · 2019 · 2020 · 2021 · 2022 · 2023 · 2024 · 2025